# Rubus infestior
Rubus infestior är en rosväxtart som beskrevs av E.S. Edees. Rubus infestior ingår i släktet rubusar, och familjen rosväxter. Inga underarter finns listade i Catalogue of Life.